# Эмбер-Дро, Жюль
Жюль Эмбер-Дро (фр. Jules Humbert-Droz; 23 сентября 1891, Ла-Шо-де-Фон — 16 октября 1971, Ла-Шо-де-Фон) — швейцарский коммунист, деятель Коминтерна.

## Биография
Родился в рабочей семье в городе Ла-Шо-де-Фон (La Chaux-de-Fonds), внук члена Первого интернационала. Окончил гимназию. Изучал теологию, тема дипломной работы — «Христианство и социализм». Протестантский пастор. С 1911 года — член Социал-демократической (Социалистической) партии Швейцарии, входил в её левое крыло, с 1916 года редактировал партийную газету La Sentinelle. Был толстовцем, пацифистом. В 1916 году отказался служить в армии, был осуждён на шесть месяцев тюрьмы.
В 1921 году был одним из основателей Коммунистической партии Швейцарии. Член исполнительного комитета Коминтерна, назначен его секретарём вместе с венгром Матьяшем Ракоши и финном Отто Куусиненом. Отвечал за связь с романскими странами Европы и странами Латинской Америки (среди его корреспондентов были Пальмиро Тольятти и Морис Торез); возглавлял Латинский секретариат Коминтерна. В мае 1922 года отправлен в Испанию содействовать единству Коммунистической партии Испании, недавно созданной из двух конкурирующих компартий.
Поддерживал Бухарина и Правую оппозицию в ВКП(б), за что в 1928 году был переведён в Латинскую Америку, а в 1931 году смещён с занимаемых должностей в Коминтерне, но в 1932 году «признал свои ошибки» и стал лояльным сталинистом. Продолжал работу в Компартии Швейцарии. В 1938—1939 годах — депутат Национального совета Швейцарии. Был заключён в тюрьму по обвинению в наборе добровольцев для интернациональных бригад во время гражданской войны в Испании.
Во время Второй мировой войны работал в разведывательной сети «Красная капелла». В 1943 году исключён из Компартии после длительного конфликта с её новым лидером Хофмайером.
Вернувшись к социал-демократам, в 1947—1958 годах был секретарём Социал-демократической партии Швейцарии. Участвовал в антивоенном движении, выступал против ядерного оружия. В то же время был обозревателем внешней политики для социалистической газеты «La Sentinelle», осуждая колониализм, в том числе политику Ги Молле в Алжире. «Вырождение русской революции — самое большое разочарование моей активистской жизни», — писал он в письме от 5 января 1969 года. 
Однако, также в 1960-е гг. в составе Совета ассоциаций за мир поддерживал тесные связи с посольством СССР в Швейцарии, положительно оценивал предложение СССР по вопросу о разоружении и мероприятия Советского правительства в области улучшения социального положения трудящихся.
Умер в 1971 году.
Архив Жюля Эмбер-Дро хранится в библиотеке Ла-Шо-де-Фон, копия — в институте социальной истории в Голландии.

## Труды
Опубликовал воспоминания в нескольких томах и некоторые другие работы:
- Tome I Mon évolution du tolstoïsme au communisme (1891—1921)
- Tome II De Lénine à Staline (1921—1931)
- Tome III Dix ans de lutte antifasciste (1931—1941)
- Tome IV Le couronnement d’une vie de combat (1941—1971)

- L’origine de l’Internationale communiste de Zimmerwald à Moscou
- L'œil de Moscou à Paris, Julliard